# ブロケード (1978年生の競走馬)
ブロケードは日本の競走馬。第41回桜花賞の優勝馬。巴賞におけるハギノトップレディとの名勝負でも名高い。主戦騎手は柴田政人で、すべてのレースで手綱をとった。なお、総獲得賞金2億3997万6200円は当時の牝馬最高獲得賞金記録であった。  金襴緞子の快速少女と呼ばれた。

## 戦歴
1980年8月に函館競馬場でデビュー。1000メートルの新馬戦を2着に7馬身差をつけて勝利したが、レース後軽度の骨折が見つかり、大事を取って半年間休養することとなる。
明け4歳となり、復帰戦となったダートの自己条件戦を久々のレースながら逃げ勝ち、桜花賞トライアルの4歳牝馬特別に出走する。京成杯3歳ステークスの勝ち馬タケノダイヤに人気が集中していたが、レースは2着のアグネステスコに6馬身差をつけてブロケードが勝利。3戦無敗で桜花賞に臨んだ。この年の桜花賞は、いわゆる「田んぼのような」不良馬場で行われ、長く降り続いた雨の影響で桜もまだ開花していなかった。前走で重馬場を克服していることもあり、ブロケードは1番人気に推された。レースでは無理に逃げることなく、3番手を追走。4コーナーで先頭に立つと、そこからは独走。追い込むテンモンに3馬身半差をつけ優勝を果たした。実況の杉本清は、「金襴緞子が泥にまみれてゴールイン!」という名調子でこの勝利の模様を伝えた。その後も道悪での好走歴がある。
続いて、二冠を目指し優駿牝馬に出走したが、距離延長への不安から4番人気という評価で、レースでも直線半ばで失速し、テンモンの13着という結果に終わった。優駿牝馬の後は、夏の目標を函館記念に定め、短期休養後の前哨戦として巴賞に出走する。前年の桜花賞馬ハギノトップレディも登録していたこともあり、新旧桜花賞馬対決として、レース前からファンの注目を集めていた。ブロケードは、斤量が55キロとハギノトップレディの59キロに比して斤量面では恵まれていたが、逃げ比べでは及ばないと見られ、3番人気に過ぎなかった。レースは、ハギノトップレディが1000メートルを57秒3というハイペースで逃げ、ブロケードは2番手で折り合いをつける。3コーナー手前で、ハギノトップレディがペースを落とした隙を見計らい一気に先頭を奪うと、4コーナーではハギノトップレディに1馬身差をつけた。ここまでは、柴田の作戦通りの理想的な展開だった。
しかし、この後ハギノトップレディがブロケードの外に出ると猛然と追い込んで馬体を併せ、ゴールまで激しい競り合いが続いた。勝敗は写真判定に持ち込まれたが、ブロケードがアタマ差及ばなかった。この後は、予定通り函館記念に出走するも、同じ4歳のホーワセキトに4馬身差の2着に終わった。
秋は、牝馬東タイ杯から始動。牝馬限定のマイル戦では敵は無く、1番人気に応えた。続いて、エリザベス女王杯に向かうも距離の壁は厚く、アグネステスコの13着に終わった。この後は、短距離戦を中心に走ることとなり、CBC賞を2着として4歳シーズンを終える。
翌1982年の初戦は、2月のスプリンターズステークス。前年の同レースの覇者であるサクラシンゲキを1馬身4分の3抑えて快勝した。古馬となっての勝利は結局このレースだけだったが、これは、当時の短距離戦はハンデ戦が多くブロケードの実績では重い斤量を背負わざるを得なかったことや、レース体系が未整備で目標となるレースが少なかったことが影響している。この後、ブロケードは1983年8月の函館記念まで走り、掲示板を外したのは13戦中わずか3戦という高い安定感を見せ、函館競馬場で引退式を挙行した。

### エピソード
馬名の意味のブロケード (brocade) とは、サテン地に浮き模様を織り出した織物（もともとは絹織物）のこと。この織物で金襴緞子（きんらんどんす、金箔を織り込んだ織物のこと）もよく作られることから、オーナーが金襴緞子をブロケードと勘違いして付けたようである。ちなみに半妹にジャカード（父：サンシャインボーイ）がいるが、この名前も織物の名前である。

## 引退後
1984年からオーナーの伊達秀和が所有するサンシャイン牧場で繁殖牝馬となった。直仔からは目立った産駒を出すことはできなかったが、2番仔ボニータのラインから東京ダービー勝ち馬のアンパサンドが、3番仔マダムポンパドールのラインからグランシャリオカップ勝ち馬のマイシーズンが、6番仔コンアモールのラインからアイビスサマーダッシュ勝ち馬のサチノスイーティーとエーデルワイス賞勝ち馬のモズミギカタアガリが出ている。
2001年シーズンで繁殖牝馬を引退後は、同牧場で功労馬として余生を送っていた。
2010年11月16日、老衰のため死亡した。32歳没。

## 年度別競走成績
- 1980年（1戦1勝）
- 1981年（9戦4勝）
  - 桜花賞、4歳牝馬特別、牝馬東タイ杯
  - 2着 - 函館記念、CBC賞
- 1982年（9戦1勝）
  - スプリンターズステークス
  - 2着 - 京王杯スプリングハンデ、安田記念
- 1983年（5戦0勝）
  - 2着 - マイラーズカップ、安田記念、函館記念

## 繁殖成績
|        | 生年   | 馬名                             | 性 | 毛色   | 父                     | 厩舎                                                                       | 馬主                                    | 戦績                       | 供用                       | 出典   |
| ------ | ------ | -------------------------------- | -- | ------ | ---------------------- | -------------------------------------------------------------------------- | --------------------------------------- | -------------------------- | -------------------------- | ------ |
|        | 1985年 | 生後直死                         |    |        | マルゼンスキー         |                                                                            |                                         |                            |                            | [ 5 ]  |
| 初仔   | 1986年 | マジックカーペット               | 牝 | 鹿毛   | ノノアルコ             | 美浦・高松邦男                                                             | 伊達秀和                                | 2戦0勝                     | 繁殖牝馬（2005年用途変更） | [ 6 ]  |
|        | 1987年 | 流産                             |    |        | プルラリズム           |                                                                            |                                         |                            |                            | [ 5 ]  |
| 2番仔  | 1988年 | ボニータ                         | 牝 | 鹿毛   | ナイスダンサー         | 美浦・高松邦男→美浦・伊藤竹男                                              | 伊達秀和                                | 2戦1勝                     | 繁殖牝馬（2002年死亡）     | [ 7 ]  |
| 3番仔  | 1989年 | マダムポンパドール               | 牝 | 栗毛   | パーシャンボーイ       | 美浦・高松邦男→北海道・須藤三千夫→金沢・米田興二                           | 伊達秀和→川上悦夫→米澤郁也→司物産（株） | 22戦1勝（うち地方11戦0勝） | 繁殖牝馬（2007年用途変更） | [ 8 ]  |
| 4番仔  | 1990年 | ダンケルク                       | 牡 | 栗毛   | サンテステフ           | 美浦・高松邦男→水沢・菅原右吉→水沢・新田守→中津・小田部磨留男→佐賀・手島豊 | 伊達秀和→門脇義秋→元吉道雄→成安ツキ子   | 87戦8勝（うち地方75戦8勝） | 抹消                       | [ 9 ]  |
| 5番仔  | 1991年 | トーストマスター                 | 牡 | 黒鹿毛 | パルナシャン           | 美浦・高松邦男→高崎・水野清貴                                              | 伊達秀和→原口常雄                       | 15戦2勝（うち地方11戦2勝） | 抹消                       | [ 10 ] |
| 6番仔  | 1992年 | コンアモール                     | 牝 | 栗毛   | アサティス             | 美浦・高松邦男                                                             | 伊達秀和                                | 23戦0勝                    | 繁殖牝馬（2010年転売不明） | [ 11 ] |
| 7番仔  | 1993年 | モデスト                         | 牝 | 黒鹿毛 | パルナシャン           | 美浦・高松邦男→川崎・秋山重美                                              | 伊達秀和                                | 23戦4勝（うち地方16戦2勝） | 繁殖牝馬（1999年死亡）     | [ 12 ] |
|        | 1994年 | 不受胎                           |    |        | ロドリゴデトリアーノ   |                                                                            |                                         |                            |                            | [ 5 ]  |
|        | 1995年 | 不受胎                           |    |        | コタシャーン           |                                                                            |                                         |                            |                            | [ 5 ]  |
| 8番仔  | 1996年 | フォローミー                     | 牡 | 鹿毛   | リズム                 | 美浦・高松邦男→高崎・水野清貴→金沢・青山義明→金沢・奥高平                  | 伊達秀和→吉田秀次→矢尾隆雄              | 72戦4勝（うち地方55戦3勝） | 抹消                       | [ 13 ] |
| 9番仔  | 1997年 | フラジオレット                   | 牝 | 栗毛   | ポリッシュパトリオット | 美浦・高松邦男                                                             | 伊達秀和                                | 4戦0勝                     | 繁殖牝馬（2003年用途変更） | [ 14 ] |
| 10番仔 | 1998年 | ブロケードの1998（血統登録のみ） | 牡 |        | アフリート             |                                                                            |                                         |                            |                            | [ 15 ] |
|        | 1999年 | 生後直死                         |    |        | ジェネラス             |                                                                            |                                         |                            |                            | [ 5 ]  |
|        | 2000年 | 不受胎                           |    |        | テンビー               |                                                                            |                                         |                            |                            | [ 5 ]  |
|        | 2001年 | 不受胎                           |    |        | テンビー               |                                                                            |                                         |                            |                            | [ 5 ]  |

## 血統表
| ブロケードの血統レッドゴッド系 / Nasrullah3×5=15.63% Pharos、Fairway5.5×4=9.38% | ブロケードの血統レッドゴッド系 / Nasrullah3×5=15.63% Pharos、Fairway5.5×4=9.38% | ブロケードの血統レッドゴッド系 / Nasrullah3×5=15.63% Pharos、Fairway5.5×4=9.38% | （血統表の出典） | （血統表の出典） |
| 父 *イエローゴッド Yellow God 1967 栗毛                                         | 父の父Red God 1954 栗毛                                                         | Nasrullah                                                                       | Nearco           | Nearco           |
| 父 *イエローゴッド Yellow God 1967 栗毛                                         | 父の父Red God 1954 栗毛                                                         | Nasrullah                                                                       | Mumtaz Begum     |                  |
| 父 *イエローゴッド Yellow God 1967 栗毛                                         | 父の父Red God 1954 栗毛                                                         | Spring Run                                                                      | Menow            | Menow            |
| 父 *イエローゴッド Yellow God 1967 栗毛                                         | 父の父Red God 1954 栗毛                                                         | Spring Run                                                                      | Boola Brook      |                  |
| 父 *イエローゴッド Yellow God 1967 栗毛                                         | 父の母Sally Deans 1947 栗毛                                                     | Fun Fair                                                                        | Fair Trial       | Fair Trial       |
| 父 *イエローゴッド Yellow God 1967 栗毛                                         | 父の母Sally Deans 1947 栗毛                                                     | Fun Fair                                                                        | Humoresque       |                  |
| 父 *イエローゴッド Yellow God 1967 栗毛                                         | 父の母Sally Deans 1947 栗毛                                                     | Cora Deans                                                                      | Coronach         | Coronach         |
| 父 *イエローゴッド Yellow God 1967 栗毛                                         | 父の母Sally Deans 1947 栗毛                                                     | Cora Deans                                                                      | Jennie Deans     |                  |
| 母 マリンエクスプレス 1969 鹿毛                                                 | 母の父*スパニッシュイクスプレス Spanish Express 1962 鹿毛                       | Sovereign Path                                                                  | Grey Sovereign   | Grey Sovereign   |
| 母 マリンエクスプレス 1969 鹿毛                                                 | 母の父*スパニッシュイクスプレス Spanish Express 1962 鹿毛                       | Sovereign Path                                                                  | Mountain Path    |                  |
| 母 マリンエクスプレス 1969 鹿毛                                                 | 母の父*スパニッシュイクスプレス Spanish Express 1962 鹿毛                       | Sage Femme                                                                      | Le Sage          | Le Sage          |
| 母 マリンエクスプレス 1969 鹿毛                                                 | 母の父*スパニッシュイクスプレス Spanish Express 1962 鹿毛                       | Sage Femme                                                                      | Sylvia's Grove   |                  |
| 母 マリンエクスプレス 1969 鹿毛                                                 | 母の母アンジェラス 1957 栗毛                                                    | シマタカ                                                                        | プリメロ         | プリメロ         |
| 母 マリンエクスプレス 1969 鹿毛                                                 | 母の母アンジェラス 1957 栗毛                                                    | シマタカ                                                                        | 第参マンナ       |                  |
| 母 マリンエクスプレス 1969 鹿毛                                                 | 母の母アンジェラス 1957 栗毛                                                    | フジトモ                                                                        | 月友             | 月友             |
| 母 マリンエクスプレス 1969 鹿毛                                                 | 母の母アンジェラス 1957 栗毛                                                    | フジトモ                                                                        | 神藤 F-No.7-c    |                  |

牝系は小岩井農場の基礎輸入牝馬の一頭であるアストニシメント系である。半姉エバの孫にマイネルデスポット（2001年菊花賞2着）がいる。
また、4代母神藤は三冠馬クリフジの全姉に当たる。